# Lisbeth M. Imer
Lisbeth M. Imer (født 3. februar 1973 i Ålborg) er en dansk arkæolog, der er ansat som museumsinspektør og runolog på Nationalmuseet. Imer beskæftiger sig primært med skriftkultur i Norden i jernalder, vikingetid og middelalder. Hun er seniorforsker i oldtid, middelalder og renæssance. Hendes speciale er runernes oprindelse, skriftkultur i jernalderen, vikingetidens runesten, grønlandske runeindskrifter, runologiens historie, middelalderens epigrafik og skriftkyndighed.

## Karriere
Lisbeth M. Imer fik sin studentereksamen fra Fjerritslev Gymnasium. Imer blev uddannet cand.mag. i forhistorisk arkæologi på Københavns Universitet fra 1994-2003. Som studerende havde Imer sit første museumsjob på en arkæologisk udgravning ved Esbjerg Museum i 1996.
Året efter Imer blev cand.mag. gik hun i gang med sin ph.d.afhandling, som hun arbejdede på fra 2004-2007. Ph.d.-afhandlingen fokuserede på runer og runeindskrifter i forhold til både kronologi, kontekst og funktion i Skandinaviens jernalder og vikingetid. Afhandlingens resultater blev derefter publiceret i to bind i Aarbøger for Nordisk Oldkyndighed og Historie.
I dag er Imer en af verdens førende runeeksperter, der primært beskæftiger sig med skriftkultur i Nordens jernalder, vikingetid og middelader. Hun er kendt som en tværfaglig forsker med et stort netværk inden for arkæologien, historiefaget og sprogvidenskaben. Imers antikvariske ansvarsområde på Nationalmuseet er runologien, hvilket indebærer undersøgelse af nye fund af (rune)indskrifter. Faget runologi har stor bevågenhed i pressen.
Imer har i samarabejde med sprogforskeren Krister Vasshus arbejdet med publiceringen og formidlingen af Vindelev-brakteaterne.
Imer er også kendt for sit arbejde med blyamuletter, som er en relativt overset genstandsgruppe fra middelalderen. Hun har i sit arbejde forsøgt at gøre opmærksom på, at indskrifter på blyamuletter ikke blot skrives med runer, men også med latinske bogstaver, hvilket har ført til en stigning i fundet af blyamuletter med latinske bogstaver blandt detektorfundene.
Lisbeth M. Imer stod bag introduktionen af huggesporsanalyser i Danmark. Det er en analysemetode, som er udviklet af Laila Kitzler Åhfeldt fra Riksantikvarieämbetet i Stockholm. Sammen har de to forskere analyseret en række runesten i Danmark, og argumenteret for at den store Jelling-sten er hugget af en runerister ved navn Ravnunge-Tue. Den samme som har hugget Læborg-stenen i Vejen Kommune. Forskningen kombinerer historiske, runologiske og lingvistiske kilder og er udgivet i en artikel i det anerkendte videnskabelige tidsskrift Antiquity (en).
I 2016 udgav Imer Danmarks Runesten,
der blev nomineret til Årets historiske bog og Weekendavisens litteraturpris. Bogen udkom i anden udgave i 2023. Danmarks Runesten er den eneste bog om runesten i Danmark, som giver en kontekstuel og kulturhistorisk fremstilling af runesten som fænomen og deres betydning for (primært) vikingetidens historieskrivning.
I 2017 udkom bogen om de grønlandske runeindskrifter Peasants and Prayers. I denne bog forsøger Imer at beskrive skriftkulturen, som den så ud på landet i middelalderen.
I 2018 udgav Imer bogen Rigets runer som en del af Aarhus Universitetsforlags serie af 100 danmarkshistorier. Denne bog er en opsamling af runernes historie fra de ældste tider i jernalderen til nutiden.
I 2021-2022 skabte hun podcastserien Magtens Kvinder sammen med journalist og TV-tilrettelægger Micha Fuglede, hvor de i 11 afsnit beskriver en række af de mest magtfulde af Danmarks dronninger. I programmerne medvirker desuden magtfulde kvinder fra nutiden som Mia Wagner, Margrethe Vestager, Helle Thorning-Schmidt og Pia Kjærsgaard.
Imer modtog i 2021 Dronning Margrethe II's Videnskabspris.
I 2022 udgav Imer børnebogen Runernes Verden sammen med historiker Anders Lundt Hansen og videnskabstegner Niels Roland, hvor rune formidles børn. Sammen med tegneserien har de også skabt undervisningsmateriale, der har fået gode anmeldelser. I indledningen fortæller forfatterne at "Runerne er den første skrift, der blev nedfældet i Norden. De blev opfundet omkring år 150 og har været i brug mere eller mindre lige siden. Gennem runerne får vi adgang til fortidens verden. Vi kan læse navne på fortidens mennesker, og vi kan lære lidt om, hvad de gjorde, hvordan de var beslægtede og samme tider, hvordan de døde. Gennem runerne taler de direkte til os".
Imer har skrevet næsten 100 artikler, der primært beskæftiger sig med nordisk skriftkultur fra jernalder til middelalder. Imer er desuden kendt som en flittig formidler af sin forskning, og har skrevet mange populærvidenskabelige artikler til tidsskrifter som Skalk.
Lisbeth M. Imers runeforskning skabte i 2023 overskrifter verden over, da hun understregede at dronning Thyra spillede en meget væsentlig rolle i vikingetidens statsdannelse. Forskningen i Jellingdynastiet og dronning Thyra er formidlet i Danmarks Radios programserie Gåden om Thyra med historikeren Cecilie Nielsen som vært, og hvor Imer medvirkede som en af de bærende eksperter. Resultaterne er sidenhen blevet diskuteret af andre eksperter.

## Hæder
- 2016 Danmarks Runesten nomineret til Årets historiske bog[14]
- 2016 Danmarks Runesten nomineret til Weekendavisens litteraturpris[16]
- 2021 Dronning Margrethe II's Videnskabspris[21]

### Bøger
- 2007 Runer og runeindskrifter. Kronologi, kontekst og funktion i Skandinaviens jernalder og vikingetid. Ph.d.-afhandling, Københavns Universitet.
- 2015 Jernalderens runeindskrifter i Norden - kronologi og kontekst (2015). Aarbøger for Nordisk Oldkyndighed og Historie (2013). ISBN 978-87-87483-53-7
- 2015 Jernalderens runeindskrifter i Norden - kronologi og kontekst: katalog Aarbøger for Nordisk Oldkyndighed og Historie (2014). ISBN 9788787483551
- 2016 Danmarks runesten - En fortælling, Nationalmuseet og Gyldendal. ISBN 978-87-02-19132-5
- 2017 Peasants and Prayers. The inscriptions of Norse Greenland. Publications from the National Museum Studies in Archaeology & History Vol. 25 ISBN 978-87-7602-345-4
- 2018 Rigets runer, Aarhus Universitetsforlag (2018). ISBN 978-87-71-84585-3
- 2022 Anders Lundt Hansen, Niels Roland & Lisbeth M. Imer: Runernes verden, Forlaget Eudor. ISBN 978-87-94015-33-2
- 2023 Danmarks runesten: En fortælling (Ny opdateret udgave), Nationalmuseet og Gyldendal 2023. ISBN 9788702407648

### Artikler
- 2019 Lisbeth M. Imer & Laila Kitzler Åhnfeldt: Rune Carvers and Sponsor Families on Bornholm. Danish Journal of Archaeology, 8, S. 1-21. https://doi.org/10.7146/dja.v8i0.113226
- 2021 Imer, Lisbeth M.. "Lumps of Lead – New Types of Written Sources from Medieval Denmark". The Meaning of Media: Texts and Materiality in Medieval Scandinavia, edited by Anna Catharina Horn and Karl G. Johansson, Berlin, Boston: De Gruyter, 2021, S. 19-38. https://doi.org/10.1515/9783110695366-002
- 2022 Lisbeth M. Imer Runic writing on Bornholm. I: Det öppna och det fördolda: Runor i olika sociala miljöer från senvikingatid till efterreformatorisk tid. Kitzler Åhfeldt, L. & Källström, M. (red.). Visby: Riksantikvarieämbetets förlag, S. 62-87
- 2023 Lisbeth M. Imer, Laila Kitzler Åhfeldt & Henrik Zedig: A lady of leadership: 3D-scanning of runestones in search of Queen Thyra and the Jelling Dynasty. Antiquity, 97(395), 2023, 1262-1278. doi:10.15184/aqy.2023.108
- 2023 Lisbeth M. Imer & Krister Vasshus (2023). Lost in transition: The runic bracteates from the Vindelev hoard. NOWELE, 76(1), 60-99. https://doi.org/10.1075/nowele.00074.ime